# 圆叶鸡屎树
圆叶鸡屎树（学名：Lasianthus wallichii）为茜草科鸡屎树属下的一个种。